# اندیس شمال غرب استند
شمال غرب استند یک اندیس فلزی است که در حوالی شهر خونیک استان خراسان قرار دارد و مادهٔ معدنی موجود در آن، مس است.سنگ میزبان این اندیس آمیزه رنگین است و دیرینگی آن به دوران کرتاسه می‌رسد. در این اندیس، پاراژنز‌های پیریت یافت می‌شوند.